# Stowarzyszenie Polskich Profesjonalistów Sektora Kosmicznego
Stowarzyszenie Polskich Profesjonalistów Sektora Kosmicznego (ang. Polish Space Professionals Association, PSPA) – polskie stowarzyszenie zajmujące się działalnością oświatową i naukową dot. sektora kosmicznego.

## Historia
PSPA zostało założone w 2016. Od początku komentuje państwowe strategie i programy dotyczące sektora kosmicznego - w odpowiedzi na założenia Polskiej Strategii Kosmicznej Ministerstwa Rozwoju, Stowarzyszenie opublikowało i przesłało komentarz do Ministerstwa w ramach konsultacji społecznych. W 2017 oraz 2018 roku PSPA przeprowadziło badanie pośród uczestników programu stażowego ,,Rozwój sektora kosmicznego" organizowanego przez Agencję Rozwoju Przemysłu S.A. oraz Związek Pracodawców Sektora Kosmicznego. W 2017 roku Stowarzyszenie wzięło udział w konsultacjach społecznych do zmiany ustawy o Polskiej Agencji Kosmicznej. Stanowisko Stowarzyszenia zostało uwzględnione, co zaowocowało wprowadzeniem poprawki do ustawy. W roku 2020, na prośbę Ministerstwa Rozwoju, Stowarzyszenie dokonało oceny merytorycznej dokumentu „Ocena rozwoju badań i użytkowania przestrzeni kosmicznej w Polsce w 2019 r.” opracowanego przez Polską Agencję Kosmiczną. Stowarzyszenie stale uczestniczy w konsultacjach Krajowego Programu Kosmicznego. W 2021 roku Stowarzyszenie opublikowało raport negatywnie oceniający dotychczasową realizację Polskiej Strategii Kosmicznej jako nieterminową i wybiórczą.
Stowarzyszenie wspiera wydarzenia branżowe popularyzujące wiedzę o sektorze kosmicznym, popularnonaukowe oraz edukacyjne. Między innymi było partnerem I Kongresu Marsjańskiego organizowanego przez Centrum Nauki Kopernik, organizatorem spotkań w ramach Space Talks, współorganizatorem konferencji Kosmiczne Ścieżki Kariery, międzynarodowej konferencji DroneTech World Meeting w Toruniu, patronem programu edukacyjnego "Cosmic Challenge" organizowanego przez Europejską Agencję Kosmiczną. Zorganizowano szereg warsztatów w których eksperci z wybranej dziedziny dzielili się wiedzą z uczestnikami. Stowarzyszenie współpracuje w obszarze edukacji w sektorze kosmicznym z Akademią Leona Koźmińskiego. Stowarzyszenie jest partnerem konkursu European Rover Challenge.